# Уайкофф, Ричард
Ричард Уайкофф (англ. Richard Demille Wyckoff; 2 ноября 1873 — 7 марта 1934) — американский инвестор и технический аналитик, был признанным экспертом фондового рынка, создателем и редактором журнала The Magazine of Wall Street (основан в 1907), редактором Stock Market Technique.

## Исследовательская и образовательная деятельность
Ричард Уайкофф разработал собственный метод торговли и инвестирования на финансовых рынках (метод Уайкоффа), согласно которому и заключал сделки на бирже. О действенности его метода свидетельствует тот факт, что Уайкофф лично владел особняком на девяти с половиной акрах земли в престижном районе Great Neck, New York, по соседству с президентом General Motors Альфредом Слоуном.
По мере роста своего благосостояния Уайкофф становился более альтруистическим, помогая начинающим трейдерам из числа широкой общественности изучить трейдинг и избежать убытков. В частности, начиная с 1922 года, он вёл колонку в The Saturday Evening Post, где публиковал статьи образовательного и разоблачающего характера, например, «Брокерская кухня, и как ее избежать».
Развиваясь как торговец и педагог, Уайкофф всегда был заинтересован подлинной логикой, лежащей позади движения цены. Посредством разговоров, интервью и исследований операций успешных торговцев своего времени Ричард Уайкофф разработал и зарегистрировал метод, по которому торговал сам и который преподавал своим студентам. Уайкофф сотрудничал с такими личностями как Джесси Ливермор, Э. Х. Харримэн, Джеймс Р. Кин, Отто Кан, Дж. П. Морган и другими крупными операторами начала 20-го века.
Уайкофф исследовал самые различные характеристики наиболее успешных акций и торговые кампании крупных спекулянтов. Он анализировал этих операторов рынка и их действия, чтобы определить, где соотношение риска и вознаграждения были оптимальны для входа в сделку. Он подчеркивал необходимость обязательного использования stop-loss ордера, важность управления риском в каждой конкретной сделке, и демонстрировал техники торговли на различных рынках (как в восходящем тренде, так и в нисходящем). Метод Уайкоффа может обеспечить глубокое понимание того, как и почему профессиональные трейдеры (он называл их «Композитный оператор») покупают и продают ценные бумаги, создают и масштабируют свои успешные рыночные кампании.
Оригинальный «Курс торговли и инвестирования на фондовом рынке» Ричарда Уайкоффа распространялся компанией, которую сам Ричард Уайкофф и создал. Она называется Институт фондового рынка Уайкоффа.
Уайкофф был всеобъемлющим в своём анализе торгового графика. Один из инструментов, который использует Уайкофф — Композитный оператор. Говоря простым языком, Уайкофф считал, что опытный аналитик рынка должен расценить целую историю, которая появляется на графике, как будто это было проявление одного разума. Он чувствовал, что оставаться в гармонии с этим всемогущим игроком было важным психологическим и тактическим преимуществом. Уайкофф полагал, что лучший способ управлять портфелем и собственным капиталом — это стремление идти по следам Оператора.

## Личная жизнь
Уайкофф женился три раза: сначала в 1892 на Элси Суидэм; второй раз на Сиселии Г. Шир и третий раз на Алме Вайс. В 1928 году Ричард Уайкофф обвинил вторую жену, Сиселию Г. Уайкофф, которую СМИ называли Примадонной Уолл-стрит, в том, что она захватила контроль над журналом The Magazine of Wall Street, используя «лесть». В результате произошло разделение, и по соглашению, Уайкофф получил полмиллиона долларов в облигациях компании, выпускающей журнал.

## Смерть
По данным газеты Brooklyn Daily Eagle (от 12-го марта 1934) Уайкофф умер 7-го марта 1934 в Сакраменто, Калифорния. Его тело покоится в похоронной часовне в Бруклине, Нью-Йорк.